# Atlanta Hawks
De Atlanta Hawks is een professioneel basketbalteam uit Atlanta, Georgia. Ze spelen in de Southeast Division van de Eastern Conference in de NBA. De State Farm Arena is hun thuishaven.

## Geschiedenis
Atlanta Hawks werd opgericht in 1946 als Buffalo Bisons in Buffalo. Het is daarna verschillende keren van plaats en naam veranderd. Zo ging het ruim zes weken na de oprichting verder als Tri-Cities Blackhawks in Moline (1946-1951), speelde het daarna als Milwaukee Hawks (1951-1955) in Milwaukee en vervolgens als St. Louis Hawks (1955-1968) in St. Louis. Onder die naam werd de club in 1957/58 voor het eerst NBA-kampioen, met dank aan spelers als Cliff Hagan, Ed Macauley, Slater Martin en tweevoudig MVP Bob Pettit . St. Louis Hawks was daarnaast verliezend NBA-finalist in 1956/57, 1959/60 en 1960/61, drie keer tegen het destijds oppermachtige Boston Celtics. Nadat projectontwikkelaar Tom Cousins en gouverneur van Georgia Carl Sanders de Hawks in 1968 kochten, verhuisden ze de organisatie naar Atlanta om daar verder te gaan als Atlanta Hawks.

## Erelijst
Division Championships:
- 1980 Southeast Division Champions
- 1987 Southeast Division Champions
- 1994 Southeast Division Champions
- 2015 Southeast Division Champions

Conference Championships:
- 1957 Western Conference Champions
- 1958 Western Conference Champions
- 1960 Western Conference Champions
- 1961 Western Conference Champions

NBA Championship:
- 1958 NBA Champions

## Bekende ex-spelers
- Mike Bibby (2008-2011)
- Mookie Blaylock (1992-1999)
- Josh Childress (2004-2008)
- Cliff Hagan (1956-1966)
- Lou Hudson (1966-1977)
- Joe Johnson (2005-2012)
- Ed Macauley (1956-1959)
- Moses Malone (1988-1991)
- Pete Maravich (1970-1974)
- Slater Martin (1956-1960)
- Dikembe Mutombo (1996-2001)
- Bob Pettit (1954-1965)
- Jason Terry (1999-2004)
- Dominique Wilkins (1982-1994)
- Lenny Wilkens (1960-1968)